# Giorgio Mariani
Giorgio Mariani (* 6. April 1946 in Sassuolo; † 8. Dezember 2011 ebenda) war ein italienischer Fußballspieler.

## Leben
Als Fußballprofi begann der im Sturm spielende Mariani, 1946 in Sassuolo geboren, in der Spielzeit 1965/66 beim FC Modena. In der Folge spielte er für jeweils kurze Zeit für Cosenza Calcio 1914 und für Ascoli Calcio, bevor er zum AC Florenz wechselte. Mit der Fiorentina wurde er in der Spielzeit 1968/69 unter Bruno Pesaola Italienischer Meister, wenngleich er als Ersatzspieler nur einmal zum Einsatz kam.
In der Saison 1972/73 rettete Mariani seinen Verein Hellas Verona im entscheidenden direkten Abstiegsspiel gegen Sampdoria Genua durch drei erzielte Tore zum 3:1 nach anfänglichem Rückstand. Im Ausland bekannt wurde er vor allem als Stürmer von Inter Mailand, wo er sich mit Roberto Boninsegna gut ergänzte. Zwischen 1973 und 1974 erzielte er für Inter während anderthalb Jahren in 39 Spielen acht Tore. Im UEFA-Pokal 1976/77 schied Mariani mit der AC Cesena in der 1. Runde gegen den 1. FC Magdeburg mit 0:3 und 3:1 aus, wobei er im Rückspiel den ersten Treffer für Cesena erzielte.
Insgesamt erzielte Giorgio Mariani in der Serie A in 158 Spielen 29 Tore. In der Serie B traf er in 29 Spielen zweimal. Zuletzt diente er seinem Heimatverein US Sassuolo Calcio einige Zeit als Sportdirektor.
Giorgio Mariani starb nach längerem Leiden am 8. Dezember 2011 im Alter von 65 Jahren in Sassuolo.